# 斗宿一
宿一，其拜耳命名法為人馬座φ（φ Sgr），是一个在人马座的恒星。视星等3.17，它是人马座里的第九亮星，可以用肉眼可见。视差测量出它距离地球大约239光年。
该星的恒星分类为B7IV-III，亮度分类III代表它是个巨星，IV代表还是个次巨星。两者都代表该星几乎耗尽了核心的氢。表面温度大约13,000K，散发出蓝白色的光芒。
在过去，该星被列为光谱联星，伴星是经由月球的掩星侦测出的。但是，它很可能是个单星，任何附近的恒星都只是光学伴星。